# Stammlager III D
Das Stammlager III D (Stalag III D) war ein Stammlager für Kriegsgefangene der Wehrmacht in der Reichshauptstadt Berlin. Es wurde vom Wehrkreis III (Berlin) verwaltet.

## Vorgeschichte
1938 erwarb die Deutsche Reichsbahn unter anderem von der jüdischen Kaufmannsfamilie Sabersky-Sonnenthal ein 115 Hektar großes Grundstück in Lichterfelde im Süden des Bezirks Steglitz, um im Rahmen der Neugestaltung der Reichshauptstadt Germania einen Bahnknoten samt Lokwerk, Lok-Versuchsämter und (Reichs-)Zentralschmiede zu schaffen. Die Bauaufgabe der Reichsbahndirektion war nur mit einer großen Zahl von Arbeitskräften durchführbar.

### Mannschafts-Barackenlager der Reichsbahn 1938/39
Mit den 1938/39 beginnenden Bauarbeiten für die neuen Bahnanlagen betrieb die Reichsbahndirektion die Errichtung eines Barackenlagers. Dort sollten vor allem tschechische Arbeitskräfte untergebracht werden. Die Errichtung des Barackenlagers begann Ende 1938. Die Fertigstellung und die Belegung zogen sich bis Anfang 1939 hin. Ende Oktober 1939 wurde das Lager bereits wieder geräumt und die tschechischen Arbeiter geschlossen in ein anderes Reichsbahn-Lager umquartiert: Zum einen, weil mit Kriegsbeginn die Arbeiten für Lokomotivwerk und Zentralschmiede vorläufig eingestellt wurden; zum anderen, weil es für die Verwendung als Kriegsgefangenenlager umgebaut werden sollte.

### Umsiedlerlager
Von Anfang Januar 1940 bis etwa Mai 1940 wurde die Einrichtung als Beobachtungslager der Volksdeutschen Mittelstelle zur Durchschleusung von wolhynien- und galiziendeutschen Umsiedlern mit einer Sollbelegung von 1500 Personen genutzt.

### Kriegsgefangenenlager Lichterfelde-Süd
Die Reichsbahndirektion verpachtete das Reichsbahnlager Lichterfelde Süd an die Wehrkreisverwaltung III, die am 1. Dezember 1939 ein Kriegsgefangenenlager einrichtete.

## Das Stalag III D
Mit Inbetriebnahme des Stalag III D am 14. August 1940 fungierte das ihm unterstehende Kriegsgefangenenlager Lichterfelde Süd als überregionale Durchgangs- und Sammelstation mit Sonderfunktionen.
- Zum Stalag III D gehörten zwei eigene Sammellager, die auch als Neben- oder Zweiglager bezeichnet wurden, ein großes Barackenlager in Falkensee westlich von Berlin und ein zweites in Lichterfelde Süd im Berliner Süden. Beide Lager dienten als zentrale Durchgangs- und Verteilungslager für den Einsatz in etwa 200 Arbeitskommandos im gesamten Berliner Stadtgebiet.[3]
- Die Reservelazarette in Berlin-Neukölln (RL 119) und Berlin-Biesdorf (RL 128) gehörten seit 1. Oktober 1940 bzw. 1. September 1940 zum Kriegsgefangenen-Komplex.
- Außerdem gab es ein Unterlager Wiesengrund in Düppel im Berliner Bezirk Zehlendorf, das Stalag III D/999. Dies war ein großes Barackenlager, in dem u. a. ein Dachdecker-Bataillon III und ein Glaser-Bataillon III, bestehend aus französischen Kriegsgefangenen, interniert war; hinzu kamen britische Soldaten, vor allem Offiziere, die im sogenannten „Holiday Camp“ Rekrutierungsversuche erfuhren.[4] Weitere Unterlager bestanden in Genshagen (Stalag III D/51)[5] und zeitweilig in Großbeeren (Stalag III D/520).[6]

### Funktionen
Es gab eine Lagerpolizei, ein eigenes Krankenrevier und kulturelle Einrichtungen. Mit Reparaturwerkstätten, Strafkompanien und einer Entwesungsanstalt sowie einem Wirtschaftsbereich verfügte das Lager über verschiedene Sonderfunktionen. Auf diese Weise wurde es auch „zu einer tragenden Säule des Systems des Wehrmachtgewahrsams von Kriegsgefangenen in Berlin“.

### Verwaltung
Die Kommandantur des Stammlagers zwischen 1940 und 1945 befand sich an der damaligen Belle-Alliance-Straße 3–5, dem heutigen Blücherplatz 1 in Berlin-Kreuzberg. Diese Dienststelle der Wehrmacht koordinierte den Einsatz von zeitweise über 56.000 Kriegsgefangenen in Berlin. Verhandlungen mit privaten Arbeitgebern, Zuteilung der Kriegsgefangenen, Einrichtung und Auflösung von Arbeitskommandos sowie Abrechnung der Arbeitseinsätze mit den Firmen waren Aufgaben der Hauptverwaltung.

### Die Kriegsgefangenen des Stalag III D
Der Großteil der Kriegsgefangenen kam aus Westeuropa. Franzosen waren die am längsten in den Lagern des Stalag III D untergebrachte Gruppe. Bis 1943 bildeten sie die größte nationale Gruppe. Britische Kriegsgefangene und solche aus Südosteuropa sowie sowjetische Kriegsgefangene folgten. Hinzu kam 1943 mit italienischen Militärinternierten die weitaus größte Gefangenengruppe des Stalag III D. Insgesamt stieg die Zahl aller Kriegsgefangener des Stalag III D von mehr als 8.000 im September 1940 auf über 29.000 Personen Anfang Januar 1943 an.

### Überbelegung
Delegierte des Roten Kreuzes kritisierten im April 1941 die Überbelegung der Unterkunftsbaracken. Bei der Planung des Kriegsgefangenenlagers war im Vergleich zur Vornutzung als Gemeinschaftslager der Reichsbahn bereits eine Doppelbelegung beschlossen worden.

## Nachnutzung
Soldaten der Roten Armee befreiten das Lager am Abend des 22. April 1945 kampflos. Ab dem Jahr 1949 wurden einige der Baracken des Lagers, teilweise umgebaut, von kleineren Gewerbebetrieben genutzt. Vermieter waren zunächst die Deutsche Reichsbahn und dann eine Vermögensverwaltungsfirma der Deutschen Bahn. Im Herbst 1953 beschlagnahmte die U.S. Army einen großen Teil des Bahnareals zwischen der Trasse der Anhalter Bahn und der Osdorfer Straße, um einen Truppenübungsplatz für die Berlin Brigade einzurichten, der den Namen Parks Range erhielt. Nachdem die US-Army 1994 das Gelände aufgab, übernahm es die Bahn-Immobiliengesellschaft Vivico. Deren Nachfolger, die CA Immo, verkaufte das 96 Hektar große Areal (bestehend aus Parks Range und angrenzenden Flächen) im Oktober 2012 an die Groth Gruppe. Danach wurden die bestehenden Mietverhältnisse abgewickelt.

## Gedenk- und Erinnerungsort
Seitdem das Areal in Lichterfelde-Süd von einem Investor gekauft wurde, um es zu bebauen, wird über den Umgang mit dem historischen Ort und den baulichen Spuren intensiv diskutiert. Daraufhin wurde der Standort im Auftrag des Landesdenkmalamts Berlin von Fachleuten untersucht,
und der Lagerkomplex wurde in der Berliner Denkmaldatenbank als Gesamtanlage eingetragen.
Im Jahr 2019 hatte sich der Landesdenkmalrat dafür ausgesprochen, „durch einen geeigneten Umgang mit dem erhaltenen historischen Bestand (des Stalag III D) den künftigen Bewohnern, Besuchern und allen Interessierten einen Zugang zu diesem schwierigen Erbe zu eröffnen. (…) Eine Erhaltung von Baracken wird nur am authentischen Ort befürwortet.“
In einem öffentlich-rechtlichen Vertrag vom Sommer 2020 zwischen dem Landesdenkmalamt Berlin und der Groth Gruppe verständigte man sich auf ein „dreistufiges Verfahren hinsichtlich eines angemessenen Umgangs mit den Denkmalen“ im Bereich des ehemaligen Stalag III D und Umgebung.
Von den nach dem 2020 bekannten Forschungsstand ganz oder teilweise erhaltenen vier Baracken soll diejenige am Landweg 3/5A konservatorisch instand gesetzt werden – in Anlehnung an die Baracke 13 im Dokumentationszentrum Schöneweide – als Depot und Ausstellungsort für Teile der demontierten Baracken sowie Funde der archäologischen Grabungen.
Im Bebauungsplan Lichterfelde Süd aus dem August 2022 sind zahlreiche Dokumente zum Lagerkomplex veröffentlicht.
Im Dokumentationszentrum NS-Zwangsarbeit in Schöneweide wurde 2022/23 eine Sonderausstellung „Vergessen und vorbei?“ Das Lager Lichterfelde und die französischen Kriegsgefangenen gezeigt.